# Keisuke Osako
Keisuke Osako (n. 28 iulie 1999, Izumi, Prefectura Kagoshima, Japonia) este un fotbalist japonez.
Osako a debutat la echipa națională a Japoniei în anul 2019.

## Statistici
| Japonia | Japonia | Japonia |
| An      | Meciuri | Goluri  |
| ------- | ------- | ------- |
| 2019    | 2       | 0       |
| Total   | 2       | 0       |